# Plaza San Martín (Buenos Aires)

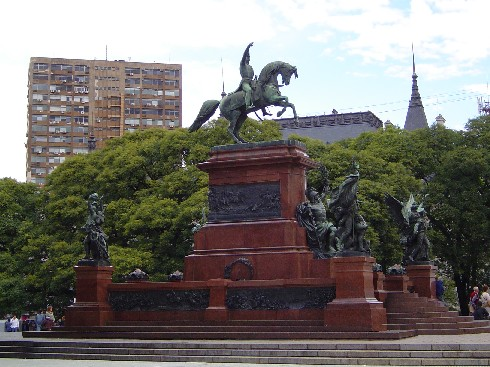
Monumento a José de San Martín.

A Plaza San Martín (em Português: Praça de San Martín) é um parque localizado no bairro de Retiro, em Buenos Aires, Argentina, no início da Rua Florida. Nos anos 1800, chegou a ser uma Praça de Touros, e foi o palco de uma batalha importante das invasões britânicas em Buenos Aires, recebendo o nome Campo de Gloria. Deve o seu nome ao General José de San Martín, herói da independência argentina, cujo monumento em sua honra é o mais importante do espaço. Destaca-se também um monumento aos falecidos na Guerra das Malvinas.

## Evolução da Plaza até hoje

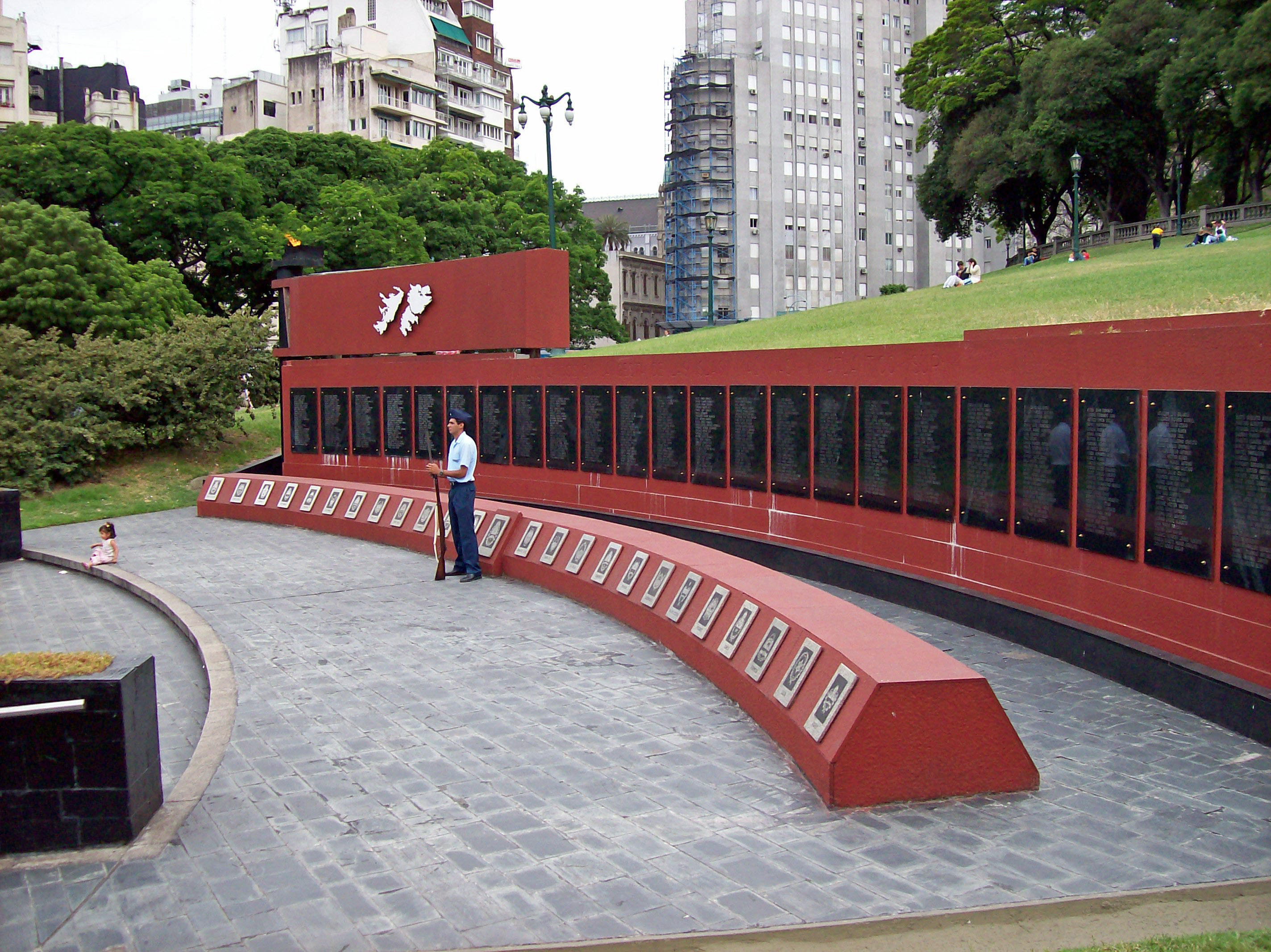
Monumento a los Caídos en Malvinas (Monumento aos Caídos na Guera das Malvinas), na Plaza San Martín.

A Plaza San Martín foi inaugurada em 1862 (então como Plaza de Marte), depois de ter sido palco de tráfico de escravos negros (século XVIII), acolhido um quartel militar (1801-1819) e uma praça de touros. Foi igualmente nestes terrenos que se desenrolaram batalhas da segunda invasão inglesa, que foram ocupados pelos quartéis organizados por José de San Martín. Antes de se tornar uma praça, teve também o depósito da Compañia Primitiva de Gas, em 1856.

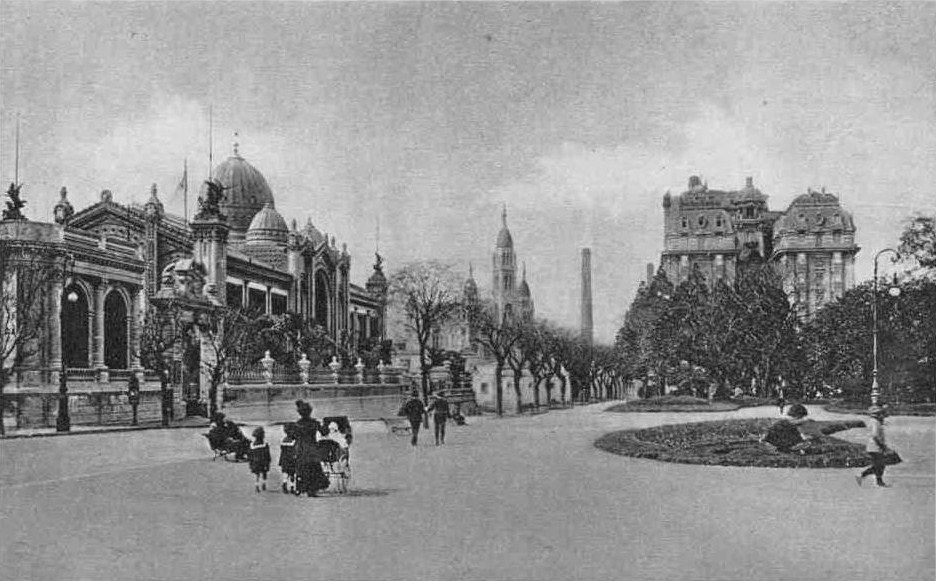
Vista da Plaza San Martín em 1920.

Em 1860, e pela reivindicação dos locais em ter um espaço verde no bairro de Retiro, o governo encomendou a obra ao engenheiro José Canale, e em 1862 foi aqui erigida a estátua equestre do General José San Martín. O seu nome foi atribuído em 1878, ano do centenário do general Libertador, e as últimas grandes modificações aconteceram em 1936, com a ampliação da área então ocupada por edifícios que foram demolidos e reflorestados pelo paisagista Carlos Thays. Anos mais tarde, em 1942, foi declarada lugar histórico, pertencendo à Direcção Geral do Património. É actualmente uma das praças mais importantes de Buenos Aires, com diversas espécies botânicas: árvores antigas, magnólias, paineiras e jacarandás, por exemplo.